# باربارا بدفورد (شناگر)
باربارا بدفورد (به انگلیسی: Barbara Bedford) (زادهٔ ۹ نوامبر ۱۹۷۲) شناگر اهل ایالات متحده آمریکا است.